# 한밭교육박물관
한밭교육박물관은 1992년 설립된 대전광역시 동구 삼성동 소재의 교육 박물관이다. 대전에서 가장 오래된 대전삼성초등학교(1938년 준공) 교사(校舍)를 박물관 전시실로 개조하여 1992년 개관하였다.

## 연혁
- 1992년 1월 11일 한밭교육박물관 교육부 설치 승인
- 1992년 7월 10일 한밭교육박물관 개관
- 1992년 11월 23일 문화체육부 등록
- 1994년 7월 10일 9개 전시실 및 4개 전시 코너 설치
- 1994년 10월 1일 조선시대 교육생활사 모형 설치
- 1994년 8월 30일 어전회의 및 상거래 문화 모형 설치
- 2002년 7월 10일 개관 10주년
- 2002년 8월 23일 박물관 건물 대전광역시 문화재자료 제 50호로 지정
- 2003년 8월 7일 관람객 100만명 돌파
- 2011년 2월 18일 복도ㆍ계단 대수선 및 원형복원
- 2012년 12월 21일 개관 20주년 기념 특별전 "추억의 학창시절"
- 2014년 1월 1일 5개 상설전시실, 기획전시실, 옛 교실, 야외전시장 운영

## 시설 현황
대전광역시 문화재자료 제50호인 삼성초등학교구교사 (三省初等學校舊校舍) 건물이다.
- 상설전시장

- 추억의 옛교실
- 유물체험놀이실
- 야외 전시장

## 관람 안내
관람시간
- 화~일 09:30 ~ 17:00 (입장시간 16:30까지)
- 동절기(11월~2월): 09:30 ~ 16:00 (입장시간 15:30까지)

정기휴관일
- 매주 월요일
- 법정 공휴일

관람요금
- 무료